# Pierre Verhaegen (1923-1997)
Baron Pierre-Corneille Verhaegen (Merelbeke, 4 augustus 1923 - Gent, 22 mei 1997) was een Belgisch advocaat en burgemeester van Merelbeke van 1959 tot 1976.

## Levensloop
Pierre Verhaegen was een zoon van Jean-Baptiste Verhaegen (1892-1945), advocaat, schepen van Merelbeke, en van Simonne Piers de Raveschoot (1897-1978). 
Hij werd advocaat aan de balie van Gent. Hij stapte in de plaatselijke politiek en was burgemeester van Merelbeke van 1959 tot 1976. 
Hij trouwde in 1947 met Michelle d'Hoop de Synghem (1927-2014) en ze kregen zes kinderen.
In 1953 werd hem de titel van baron toegekend, overdraagbaar bij mannelijke eerstgeboorte.

## Verzet
Pierre Verhaegen behoorde tot een familie en een gezin waarvan verschillende leden actief werden in het Verzet tijdens de Tweede Wereldoorlog, en hiervoor een zware tol betaalden.
- Jean-Baptiste Verhaegen, zijn vader, trad toe de inlichtingendienst Zig. Hij bezorgde informatie over de vliegvelden van Ursel, Maldegem en Sint-Denijs-Westrem, en vooral over het rangeer- en vormingsstation Merelbeke. Op 15 september 1942 werd hij gearresteerd na verklikking wegens 'anglofilie' en veroordeeld tot drie jaar dwangarbeid. Hij verdween in de gevangenissen van Sint-Gillis, Leuven, Aken, Kassel, Frankfurt am Main, Trier en Keulen. Vandaar terugkeer naar Leuven en Sint-Gillis, met vrijlating op 31 maart 1944. Op 4 augustus 1944 werd hij, samen met zijn zoon Pierre, opnieuw opgepakt en ditmaal als 'Nacht und Nebel'-slachtoffer, met het laatste konvooi naar Neuengamme gevoerd en tewerkgesteld in de annex van Schandelah, waar hij van uitputting overleed op 17 februari 1945.
- Simonne Piers de Raveschoot, zijn moeder, maakte deel uit van de inlichtingendienst'Luc-Marc. Zij werd gearresteerd op 15 september 1942 en veroordeeld tot achttien maanden dwangarbeid. Ze werd opgesloten in de gevangenissen van Gent, Sint-Gillis en Vorst, om in juni 1943 te worden vrijgelaten.
- Freddy Verhaegen, zijn oudste broer, in mei 1940 naar Frankrijk vertrokken, werd aanvaard in het Franse leger en nam deel aan de gevechten tot aan de Wapenstilstand van 22 juni 1940. Teruggekeerd in Merelbeke zette hij zijn rechtenstudies verder aan de Gentse universiteit en stond zijn vader bij in het inzamelen van informatie in dienst van het verzet. In mei 1942 nam hij een vluchtroute naar Engeland om, na veel incidenten, in mei 1943 in Schotland te geraken en aan te sluiten bij de Brigade Piron. Hij nam deel op 4 september 1944 aan de triomfantelijke intrede in het bevrijde Brussel, maar sneuvelde in Thorn (Nederland) op 26 september 1944.
- Paul Verhaegen (1924-1979), zijn jongere broer, trad toe tot de inlichtingendienst Zig. Hij werd op 15 september 1942 gearresteerd en op 1 december 1942 veroordeeld tot zes maanden gevangenis. Na zijn bevrijding verdween hij in de clandestiniteit, tot aan de Bevrijding. Hij werkte verder voor de inlichtingendienst Luc-Marc.
- Zijn tante Marguerite Verhaegen (Merelbeke, 25 april 1881 - Ravensbrück, januari 1945) stierf in het concentratiekamp van Ravensbrück, en haar man, volksvertegenwoordiger Auguste Mélot (Namen, 18 september 1871 - Neuengamme, 11 november 1944), overleed in het concentratiekamp van Neuengamme. Hun dochter Suzanne (1913-1945) stierf eveneens in Ravensbrück. Hun zoon, Jean-Joseph Mélot (1913-1944), sneuvelde tijdens een actie van het Geheim Leger.
- Pierre Verhaegen zelf, na zijn toetreding tot de inlichtingendienst Zig, werd op 15 september 1942 eveneens gearresteerd, maar werd na drie maanden vrijgelaten bij gebrek aan bewijzen. Hij vervolgde met verzetsactiviteiten in het Geheim Leger (inlichtingendienst Luc-Marc). Op 4 augustus 1944 werd hij samen met zijn vader opgepakt, en als 'Nacht und Nebel'-slachtoffer naar Neuengamme gevoerd. Hij werkte in de infirmerie en was aanwezig bij het overlijden van zijn vader. Zelf tbc-lijder, werd hij naar het kamp van Wöbbelin vervoerd, waar hij door Amerikaanse troepen werd bevrijd en na verzorging naar huis kon terugkeren.